# SPSB1
SPSB1 (англ. SplA/ryanodine receptor domain and SOCS box containing 1) – білок, який кодується однойменним геном, розташованим у людей на короткому плечі 1-ї хромосоми.  Довжина поліпептидного ланцюга білка становить 273 амінокислот, а молекулярна маса — 30 942.
| 10         |  | 20         |  | 30         |  | 40         |  | 50         |
| ---------- |  | ---------- |  | ---------- |  | ---------- |  | ---------- |
| MGQKVTGGIK |  | TVDMRDPTYR |  | PLKQELQGLD |  | YCKPTRLDLL |  | LDMPPVSYDV |
| QLLHSWNNND |  | RSLNVFVKED |  | DKLIFHRHPV |  | AQSTDAIRGK |  | VGYTRGLHVW |
| QITWAMRQRG |  | THAVVGVATA |  | DAPLHSVGYT |  | TLVGNNHESW |  | GWDLGRNRLY |
| HDGKNQPSKT |  | YPAFLEPDET |  | FIVPDSFLVA |  | LDMDDGTLSF |  | IVDGQYMGVA |
| FRGLKGKKLY |  | PVVSAVWGHC |  | EIRMRYLNGL |  | DPEPLPLMDL |  | CRRSVRLALG |
| RERLGEIHTL |  | PLPASLKAYL |  | LYQ        |  |            |  |            |

A: Аланін

C: Цистеїн

D: Аспарагінова кислота

E: Глутамінова кислота

F: Фенілаланін

G: Гліцин

H: Гістидин

I: Ізолейцин

K: Лізин

L: Лейцин

M: Метіонін

N: Аспарагін

P: Пролін

Q: Глутамін

R: Аргінін

S: Серин

T: Треонін

V: Валін

W: Триптофан

Кодований геном білок за функцією належить до фосфопротеїнів. 
Задіяний у такому біологічному процесі як убіквітинування білків. 
Локалізований у цитоплазмі.